# اعتراضات جنگ غزه در ایالات متحده آمریکا

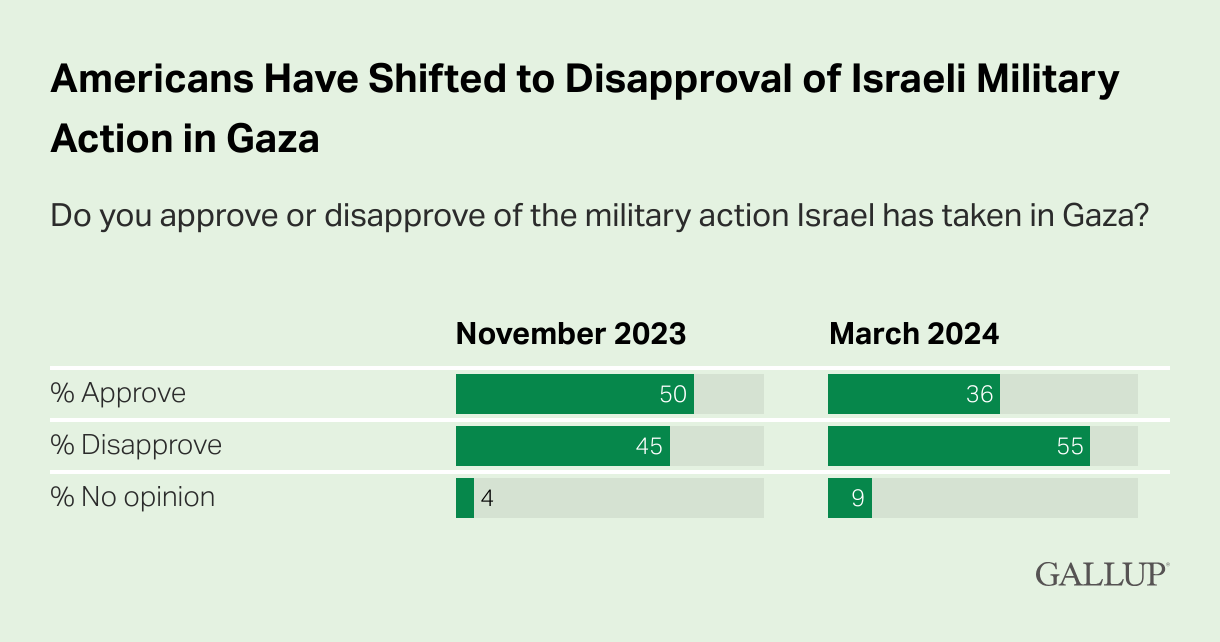
نظرسنجی گالوپ تغییر در افکار عمومی ایالات متحده آمریکا را از تأیید اکثریت (نوامبر ۲۰۲۳) به مخالفت اکثریت (مارس ۲۰۲۴) مردم با اقدام نظامی اسرائیل در غزه نشان می‌دهد.

از زمان شروع درگیری در ۷ اکتبر ۲۰۲۳، اعتراضاتی، از جمله تظاهرات‌ها، کارزارها و مراسم سوگواری مربوط به جنگ غزه در سراسر ایالات متحده آمریکا به عنوان بخشی از پدیده گسترده‌تر اعتراضات جنگ غزه در سراسر جهان رخ داده است.
در ده روز اول جنگ، تظاهرات در حمایت از اسرائیل در پی حمله حماس و متمرکز بر بحران گروگان‌گیری اسرائیل رایج‌تر بود، اما از آن زمان تاکنون تعداد اعتراضات ضد جنگ در حمایت از فلسطین با درخواست آتش‌بس و پایان اشغالگری اسرائیل از آنان بیشتر شده است. معترضان طرفدار فلسطین از حمایت نظامی و دیپلماتیک آمریکا از حمله اسرائیل به نوار غزه و عملکرد آن در جنگ که برخی آن را نسل‌کشی نامیدند، انتقاد کردند. این اعتراضات شامل گروه‌های یهودی و برخی از کارکنان دولت آمریکا می‌شد.
تا ۵ دسامبر، بیش از ۱ میلیون آمریکایی در اعتراض به این منازعه، در بیش از ۲۶۰۰ رویداد شرکت کردند: ۴۴۲ تا در حمایت از اسرائیل، و ۲۱۰۰ تا در حمایت از فلسطین. تشدید اعتراضات طرفدار فلسطین در محوطه دانشگاه‌ها از ۱۷ آوریل ۲۰۲۴ شروع شد.
سه نفر در اعتراض به جنگ خودسوزی کردند: زنی ناشناس که در ۱ دسامبر ۲۰۲۳ در آتلانتا که پرچم فلسطین پوشیده بود، آرون بوشنل، یک سرباز ۲۵ ساله نیروی هوایی ایالات متحده آمریکا، در واشینگتن، دی.سی. در ۲۵ فوریه 2024 و یک خبرنگار شبکه سی‌بی‌اس که با اقدام به خودسوزی مقابل کاخ سفید در ۶ اکتبر ۲۰۲۴ اعلام کرد که «ما اطلاعات نادرست را منتشر می‌کنیم. من یک خبرنگارم و این چیزی است که می‌گویم.»